# Portman Road
 (avril 2025).
Portman Road est un stade de football localisé à Ipswich, en plein centre-ville. C'est l'enceinte du club d’Ipswich Town FC depuis 1884.

## Histoire
Le record d'affluence est de 38 010 spectateurs le 8 mars 1975 pour un match de FA Challenge Cup Ipswich Town FC-Leeds United FC. 
Le terrain fut équipé d'un système d'éclairage pour les matchs en nocturne en février 1960.